# 29575 Gundlapalli
29575 Gundlapalli è un asteroide della fascia principale esterna. Scoperto nel 1998, presenta un'orbita caratterizzata da un semiasse maggiore pari a 3,071506 UA e da un'eccentricità di 0,125130, inclinata di 5,615872° rispetto all'eclittica. Ha un diametro di 6,189 km e un'albedo di 0,096.
Fa parte della famiglia di asteroidi Hygiea.
Prithvi Gundlapalli si è aggiudicato il secondo posto alla Fiera Internazionale Intel della Scienza e dell'Ingegneria del 2013 per il suo progetto di chimica. Frequenta il Saint Andrew's Junior College di Singapore.